# اتصال ریتفلد

تصویری شماتیک از مفصل ریتفلد. این سه چوب‌بست در رنگ‌های اصلی قرمز، آبی و زرد نشان داده شده‌اند، جایی که چوب‌بست زرد به صورت متعامد روی صفحهٔ نمایش قرار دارد. محل رولپلاک‌ها به رنگ خاکستری نشان داده شده است؛ رولپلاکی که چوب‌بست زرد را به چوب‌بست آبی متصل می‌کند سومین و آخرین مورد است.

اتصال ریتفلد (به انگلیسی: Rietveld Joint) که در مبلمان-سازی گره دکارتی نیز نامیده می‌شود، یک اتصال روی هم متشکل از سه چوب‌بست در سه جهت متعامد است.

## شرح
اتصال ریتفلد یک اتصال همپوشان از سه چوب‌بست در سه جهت متعامد است. این یک ویژگی برجسته در صندلی قرمز و آبی بود که توسط خریت ریتفلد طراحی شده بود. در مبلمان خریت ریتفلد، بسیاری از این اتصالات رولپلاکی بودند، به این معنی که وجوه مجاور با پین‌های چوبی چسبانده شده به هم متصل می‌شدند. دو اتصال اول با سوراخ کردن سوراخی در حدود ۱ میلی‌متر عمیق‌تر از طول رولپلاک ایجاد می‌شد، اما اتصال سوم با رولپلاک بلندتری ایجاد می‌شد که از طریق یک چاقو سوراخ می‌شد و یک علامت دایره‌ای شکل باقی می‌ماند که باید روی آن رنگ می‌شد.

## تاریخچه
اتصالات ریتفلد به‌طور جدایی ناپذیری با جنبش هنری هلندی در اوایل سدهٔ بیستم میلادی به نام د استیل (که خریت ریتفلد عضوی از آن بود) مرتبط است، جنبشی که اهداف آن شاملِ سادگی و انتزاعِ غایی بود. این امر منجر به این شد که آثار سه‌بعدی حرکت دارای خطوط عمودی و افقی هستند که در لایه‌ها یا سطوحی قرار گرفته‌اند که همدیگر را قطع نمی‌کنند و در نتیجه به هر عنصر اجازه می‌دهند مستقل و بدون مانع دیگر عناصر وجود داشته باشند و به یک قطعه، ظاهری خام و ساده‌شده بصری ببخشند.